# Парижский мирный договор с Финляндией (1947)
Мирный договор с Финляндией подписан 10 февраля 1947 года в Париже в рамках Парижской мирной конференции 1947 года, на которой государства-победители во Второй мировой войне (СССР, США, Великобритания и ряд стран-союзников) подписали мирные договоры с бывшими союзницами нацистской Германии: Италией, Финляндией, Болгарией, Венгрией и Румынией.
Договор подтверждал территориальные положения Московского перемирия 1944 года, восстановившего территориальные приобретения СССР в рамках Московского мирного договора от 12 марта 1940 года (значительная часть южной Карелии с городами Выборг и Сортавала) и, кроме того, включившего в состав Советского Союза область Петсамо (Печенга), а также установленную Московским перемирием замену советской аренды полуострова Ханко на 30-летнюю аренду Советским Союзом территории и водных пространств для создания военно-морской базы в районе Порккала-Удд на условиях выплаты СССР 5 миллионов финских марок в год. Сохранялась демилитаризация Аландских островов «в соответствии с существующим в настоящее время положением».

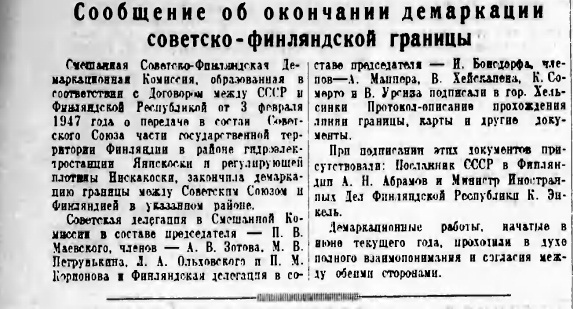
Сообщение «Известий» о завершении демаркации советско-финляндской границы, 16 декабря 1947 года

Договор предусматривал ограничение численности и состава вооружённых сил Финляндии, а также запрет иметь ядерное оружие, подводные лодки, самолёты-бомбардировщики и некоторые другие виды вооружений.
В частичное возмещение убытков, понесённых СССР вследствие оккупации Финляндией советской территории в ходе войны, с учётом участия Финляндии в войне с Германией, Финляндия обязалась выплатить репарации в сумме 300 миллионов долларов США. Установлено, что репарации выплачиваются в форме поставки различных товаров в течение 8 лет.
После заключения договора об окончательном урегулировании в отношении Германии Финляндия 21 сентября 1990 года в одностороннем порядке заявила, что военные ограничения Парижского договора (кроме ядерного оружия) более не являются актуальными и потеряли силу.